# 三雲祥之助

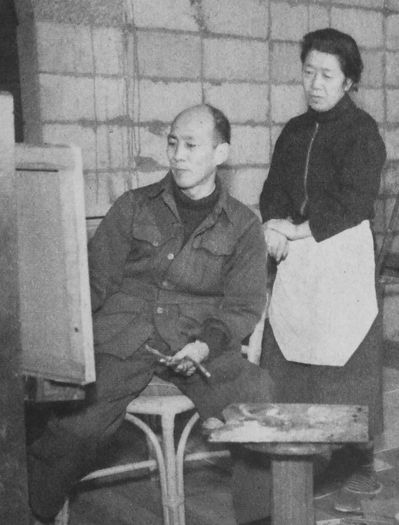
妻・小川マリとともに（1955年）

三雲 祥之助（みくも しょうのすけ、1902年7月19日 – 1982年8月19日）は、京都市上京区出身の洋画家。春陽会会員、武蔵野美術大学教授、武蔵野美術学園学園長を歴任。

## 来歴
1923年に京都帝国大学文学部史学科中退。中学の同級生だった批評家田近憲三の誘いで渡仏し、パリで仏文学者小松清と知り合って油絵を描き始める。アカデミー・コラロッシに通い、シャルル・ゲランに師事。1926年、サロン・ドートンヌに初入選。1935年に帰国後、春陽会へ出品。1943年に春陽会会員となる。太平洋戦争中は札幌市に疎開し、終戦直後に小川マリと結婚。全道美術協会（全道展）の創立に参画したほか、夫婦で札幌洋画研究所の講師も務めた。その後東京に移り、日本大学芸術科講師、武蔵野美術大学教授を歴任。
戦前は印象派風の風景画を描いたが、戦後は球体を形象化した作風に転換。評論活動も行い、モダニズム作家の旗手と目された。
1983年、武蔵野美術大学に三雲奨学基金、三雲記念賞が制定された。最期まですごした武蔵野市のアトリエ兼住居は、2005年、夫人小川マリの死後、学校法人武蔵野美術大学に寄贈された。